# Neiden (Elsnig)
Neiden ist ein Ortsteil der Gemeinde Elsnig im Landkreis Nordsachsen in Sachsen.

## Lage
Neiden liegt in der Elbniederung nah am westlichen Ufer der Elbe und im Einflussbereich der Altarme. Die Gemarkung des Dorfes befindet sich in der Elbaue auf Schwemmlandboden und außerhalb dieses Standorts meist auf Sand. Die Bundesstraße 182 und die stillgelegte Bahnstrecke Pratau–Torgau verlaufen westlich nah am Dorf vorbei.

## Geschichte
1249 wurde das Straßendorf Neiden als Niden erstmals urkundlich erwähnt. 1250 nannte man es Nyden, 1529 Neyden und 1535 Neiden, so wie es jetzt geschrieben wird. Das Dorf wurde 1445 auch als Pflege Torgau erwähnt. 1747 wird auf ein Rittergut Drögnitz erwähnt. 
Die Landgemeinde besaß 1818 219 Einwohner, 1925 waren es 372 und 1990 570. 1895 bewirtschafteten Bauern und Arbeiter des Rittergutes 595 Hektar Land. 
Die behördliche Leitung war immer in Torgau und Torgau-Oschatz und ist seit 2008 im Landkreis Nordsachsen tätig.
Ab 1250 war bis 2001 im Ort die Kirche eine Pfarrkirche.